# 4-2-3-1

Il 4-2-3-1

Il 4-2-3-1 è un modulo di gioco del calcio. Consiste nello schierare 4 difensori, 5 centrocampisti (su due linee) e un attaccante.

## Il modulo
A contraddistinguere il modulo è la sua versatilità, che lo rende adattabile alle varie situazioni di gioco. Per la corretta applicazione, è necessario che gli interpreti siano istruiti sull'importanza dei movimenti da compiere senza palla. La linea difensiva non si discosta da quella di altri moduli (come il più elementare 4-4-2), contando infatti su due terzini ed altrettanti centrali.
I due centrocampisti più arretrati assumono le funzioni di mediani, dovendo collaborare sia in fase di interdizione che di spinta. Il terzetto avanzato è invece composto di due ali (esterni offensivi) e un centrale, cui sono demandati i compiti di trequartista. Lo schieramento può avere l'effetto collaterale di isolare il centravanti, che risulta essere l'unica punta in campo. Non potendo quindi ricercare la profondità con lanci lunghi, all'attaccante è richiesta una dotazione tecnica non comune: oltre alla finalizzazione, deve infatti saper favorire l'inserimento in avanti dei compagni di squadra. L'evoluzione recente del calcio, in particolare il tiki-taka, ha portato la stampa a rinominare «falso nueve» («falso nove» in spagnolo) la punta: il ruolo, infatti, può talvolta essere ricoperto da un calciatore senza caratteristiche prettamente offensive. Tale accorgimento ha l'effetto di eliminare, per la difesa avversaria, un punto fisso di riferimento.
Nel corso della partita, il modulo può variare in un 4-5-1 (grazie all'avanzamento dei mediani, che vengono a trovarsi in linea con il terzetto offensivo) oppure in un 4-3-3 (con gli esterni ad affiancare il centravanti, mentre il trequartista arretra a formare con i mediani un centrocampo a 3).

### I numeri del 4-2-3-1
La natura del modulo ne consente un facile inquadramento con la numerazione classica, da 1 a 11. I difensori laterali vestono il 2 (destro) e 3 (sinistro), con il 5 e 6 affidati agli stopper; il 4 e l'8 spettano ai mediani. Le ali indossano il 7 e l'11 (destra e sinistra), mentre il trequartista ha il 10 sulle spalle; infine, come da tradizione, il portiere e il centravanti ricevono l'1 e il 9.
Curiosamente, ai Mondiali 2010, il Brasile ha riproposto per la formazione titolare il sistema sopra descritto, nonostante la liberalizzazione dei numeri.

## Squadre che hanno utilizzato il 4-2-3-1

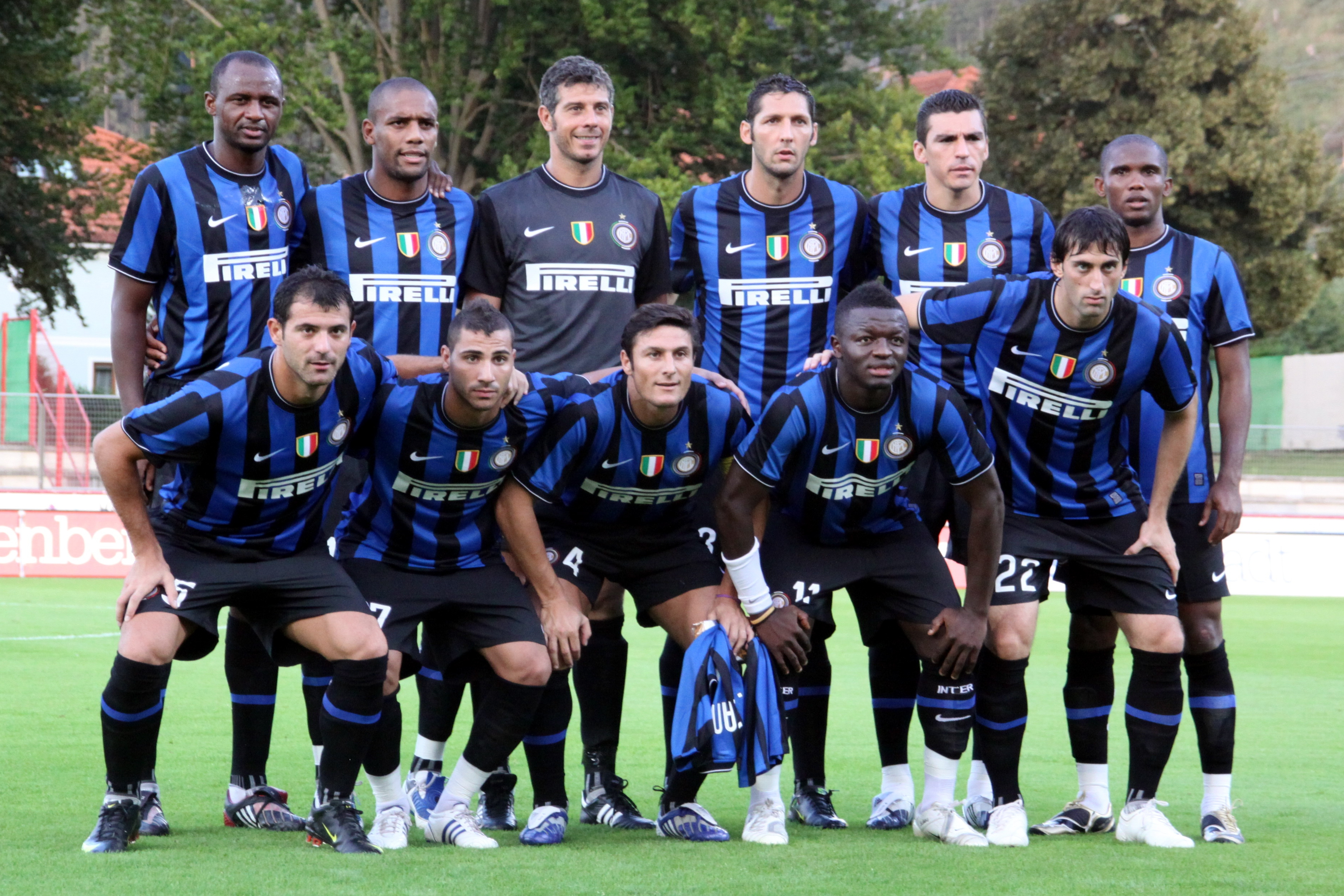
L'Inter della stagione 2009-2010, allenata da José Mourinho, impiegò con successo il 4-2-3-1 conseguendo un treble

- La Francia finalista al campionato del mondo 2006, in cui il ruolo di unica punta venne affidato a Thierry Henry, questi supportato da Zinédine Zidane nella posizione di trequartista.[5][6]
- L'Inter di José Mourinho, che nella stagione 2009-2010 conseguì il treble composto da campionato italiano, Coppa Italia e UEFA Champions League: dietro al centravanti Milito operavano le tre mezzepunte Sneijder (centrale), Eto'o (a destra) e Pandev (a sinistra).[7][8]
- Il Bayern Monaco di Jupp Heynckes, che nella stagione 2012-2013 conseguì il treble composto da campionato tedesco, Coppa di Germania e UEFA Champions League.[9]
- La Juventus di Massimiliano Allegri, che nella stagione 2016-2017 conseguì il double composto da campionato italiano e Coppa Italia.[10][11]
- Il Real Madrid di Zinédine Zidane, capace di aggiudicarsi tre UEFA Champions League consecutive (2015-2016, 2016-2017 e 2017-2018): il ruolo di mediani difensivi e di manovra era ricoperto da Kroos e Modrić.[12]
- Il Bayern Monaco di Hans Flick, che nella stagione 2019-2020 conseguì il treble composto da campionato tedesco, Coppa di Germania e UEFA Champions League.[13]